# Mount Bartlett (berg i Antarktis, lat -66,93, long 51,12)
Mount Bartlett är ett berg i Antarktis. Det ligger i Östantarktis. Australien gör anspråk på området. Toppen på Mount Bartlett är 400 meter över havet.
Terrängen runt Mount Bartlett är platt åt nordväst, men åt sydost är den kuperad. Trakten är obefolkad. Det finns inga samhällen i närheten. 